# Ctenomys rionegrensis
Ctenomys rionegrensis és una espècie de mamífer rosegador de la família dels ctenòmids. Viu a la zona fronterera entre l'Argentina i l'Uruguai. El seu hàbitat natural són les dunes, que representen menys d'una desena part de la seva distribució. Està amenaçat per la transformació del seu hàbitat en plantacions de pins i eucaliptus.